# Zwijgen over Kolvillág
Zwijgen over Kolvillág is een boek van Elie Wiesel.

## Verhaal
Het boek vertelt het verhaal van Azriel, de enige Jood die het heeft overleefd in de kleine Hongaarse stad Kolvillág nadat zijn christelijke buren een pogrom pleegden. Hij draagt het geheim van de vernietiging van Kolvillág met zich mee, verboden om zijn ervaringen te delen. Wanneer hij vijftig jaar later een jonge man tegenkomt die zelfmoord wil plegen realiseert hij zich dat hij zijn geheim moet vertellen om het leven van de jonge man te redden, maar hij is gebonden aan zijn belofte tot aan de dood.